# Reichskreditkasse
Die Reichskreditkasse (RKK) war eine im September 1939 gegründete Finanzinstitution im nationalsozialistischen Deutschland. Sie diente während des Zweiten Weltkriegs als Emissionsbank in den von der Wehrmacht besetzten Gebieten und war verantwortlich für die Ausgabe von Zahlungsmitteln zur Versorgung der deutschen Truppen und der Zivilbevölkerung.

## Geschichte
Die Reichskreditkasse wurde am 23. September 1939 in Berlin gegründet und am 8. November 1939 nach Krakau verlegt. Ursprünglich war sie nur für das besetzte Polen vorgesehen. Durch ein Dekret vom 3. Mai 1940 wurden die Reichskreditkassenscheine auch für Norwegen, Belgien, Frankreich, Luxemburg und die Niederlande als gültiges Zahlungsmittel erklärt. Die RKK fungierte als zentrale Institution für Zahlungs- und Kredittransaktionen der deutschen Truppen und Verwaltungsbehörden in den besetzten Ländern.
Die Hauptaufgabe der Reichskreditkasse bestand darin, die besetzten Gebiete mit Zahlungsmitteln zu versorgen, um die wirtschaftliche Kontrolle zu sichern und die Reichsmark im Deutschen Reich zu halten. Sie gab Banknoten in Form von Reichskreditkassenscheinen aus, die in den besetzten Gebieten als gesetzliches Zahlungsmittel dienten, jedoch nicht im Deutschen Reich selbst umlauffähig waren.
Die RKK emittierte Banknoten in den Nennwerten von 50 Pfennig bis 50 Reichsmark. Zusätzlich wurden Reichskreditkassenmünzen zu 5 und 10 Reichspfennig geprägt, die sich durch ein Loch in der Mitte von den regulären Reichsmünzen unterschieden, um Verwechslungen zu vermeiden. Diese Münzen wurden aus Zink hergestellt und waren für den Umlauf in den besetzten Gebieten bestimmt. Götz Aly stellt am Beispiel Frankreichs heraus, dass die Notenbank keinen korrekten Gegenwert erhielt; sie musste Geld drucken lassen, um die Reichskreditkassenscheine gezwungenermaßen aufkaufen zu können. Es handele sich um die „monetäre Ausplünderung der besetzten Länder“ und eine „von Deutschland bewusst exportierte Kriegsinflation.“
Einer der Direktoren der Reichskreditkasse war Karl Mürdel, der 1943 die Leitung der RKK in Paris übernahm. In dieser Funktion war er unter anderem an der Finanzierung des geplanten „Führermuseums“ in Linz beteiligt, indem er einen Kredit von 50 Millionen Reichsmark für den Erwerb von Kunstwerken bereitstellte.
Mit dem Ende des Zweiten Weltkriegs 1945 wurde die Reichskreditkasse aufgelöst. Die von ihr ausgegebenen Zahlungsmittel verloren ihre Gültigkeit, und die wirtschaftlichen Strukturen in den besetzten Gebieten wurden neu organisiert.